# 江刺警察署
江刺警察署（えさしけいさつしょ）は、かつて岩手県警察が管轄していた警察署。2018年（平成30年）4月1日 から奥州警察署江刺幹部交番に組織変更されている。

## 管轄区域
- 奥州市（江刺区）

## 沿革
- 2018年（平成30年）4月1日 - 水沢警察署との統合により、奥州警察署江刺幹部交番に組織変更された。また、幹部交番内に交通機動隊県南分駐隊及び機動捜査隊県南分駐隊が配置された[1][2]。

## 駐在所
廃止当時のもの。括弧内は読み方及び所在地を表す。
- 伊手（いで）駐在所（奥州市江刺区伊手字町裏188-2）
- 稲瀬（いなせ）駐在所（奥州市江刺区稲瀬字下台16-1）
- 愛宕（おだき）駐在所（奥州市江刺区愛宕字境畑10-1）
- 玉里（たまさと）駐在所（奥州市江刺区玉里字大松沢134-3）
- 田原（たわら）駐在所（奥州市江刺区田原字大日287-1）
- 梁川（やながわ）駐在所（奥州市江刺区梁川字舘下70）
- 米里（よねさと）駐在所（奥州市江刺区米里字八幡27-2）